# Dasnapur
Dasnapur es una localidad de la India situada en el distrito de Adilabad, en el estado de Telangana. Según el censo de 2011, tiene una población de 22 216 habitantes.
La localidad perteneció al estado de Andhra Pradesh hasta que en 2014 los diez distritos de habla telagu conformaron el nuevo estado de Telangana.